# Las Peñas, Villa Victoria
Las Peñas är en ort i Mexiko.   Den ligger i kommunen Villa Victoria och delstaten Mexiko, i den sydöstra delen av landet, 90 km väster om huvudstaden Mexico City. Las Peñas ligger 2 594 meter över havet och antalet invånare är 1 469.
Terrängen runt Las Peñas är kuperad åt sydost, men åt nordväst är den platt. Runt Las Peñas är det ganska tätbefolkat, med 166 invånare per kvadratkilometer. Närmaste större samhälle är Amanalco de Becerra, 14,9 km söder om Las Peñas. Trakten runt Las Peñas består till största delen av jordbruksmark.